# Batchtown
Batchtown es una villa ubicada en el condado de Calhoun en el estado estadounidense de Illinois. En el Censo de 2010 tenía una población de 214 habitantes y una densidad poblacional de 44,35 personas por km².

## Geografía
Batchtown se encuentra ubicada en las coordenadas 39°2′00″N 90°39′12″O / 39.03333, -90.65333. Según la Oficina del Censo de los Estados Unidos, Batchtown tiene una superficie total de 4.83 km², de la cual 4.83 km² corresponden a tierra firme y (0%) 0 km² es agua.

## Demografía
Según el censo de 2010, había 214 personas residiendo en Batchtown. La densidad de población era de 44,35 hab./km². De los 214 habitantes, Batchtown estaba compuesto por el 100% blancos, el 0% eran afroamericanos, el 0% eran amerindios, el 0% eran asiáticos, el 0% eran isleños del Pacífico, el 0% eran de otras razas y el 0% pertenecían a dos o más razas. Del total de la población el 0.47% eran hispanos o latinos de cualquier raza.